# Флайбол
Флайбол (на английски: Flyball, в превод летяща топка) е кучешки спорт, в който отбори от четири кучета изстрелват тенис топки от кутии с помощта на специални механизми и после се надбягват да ги върнат, преминавайки през различни препятствия. Победител е този отбор, който най-бързо върне топките си. За първи път флайболът е представен през в края на 1960-те години в Южна Калифорния. В началото кучетата трябвало само да връщат тенис топки, преминавайки през препятствия. По-късно се родила и идеята за кутията с механизъм. За първи път тя била представена от Хърбърт Уагнър в Късното шоу с Джони Карсън. Първият турнир по флайбол е през 1983 в САЩ. Скоро след това този спорт става популярен по целият свят. От 2007 има Европейски турнир по флайбол. През 2007 той се провежда в Великобритания, през 2008 – в Чехия и през 2009 – в Белгия.